# チェイス・スティーブンス
チェイス・スティーブンス（Chase Stevens、1979年1月17日 - ）は、アメリカ合衆国の男性プロレスラー。TNA、WWEでの活動を経て現在はインディー団体で活動している。

## 来歴
高校時代にゴールデングローブのボクシングチャンピオンになり、卒業後にプロレスラーになるためにトレーニング・スクールに入学している。数週間後にトレイシー・スマザーズの元でトレーニングを開始している。1998年にマスクマンのグラシアス（Glacius）のリングネームでデビューしている。その後はブレイズとハイ・ヴェロシティ（High Velocity）とキャシディー・ライリーとホット・ショット（The Hotshots）とタッグを組むようになる。ホット・ショッツは2002年7月にTNAに参戦してフルタイム・エージェントとして活動するようになる。しかしライリーが問題を起こすとチームは解散、スティーブンスはUSAチャンピオンシップ・レスリング(USA Championship Wrestling）に送られている。USAチャンピオンシップ・レスリングではアンディ・ダグラスを組むようになり、タッグ名をナチュラル・ハート（Natural Heat）と名づけ、後に短縮してナチュラルズ（The Naturals）と名乗るようになる。ナチュラルズは卑怯な行為を繰り返すヒールとして活動するようになった。ナチュラルズは2003年からはジェリー・ローラー主宰のメンフィス・レスリング（Memphis Wrestling）でオルタネイティブ・エキスプレス（The Alternative Express）のタッグ名で活動を開始する。オルタネイティブ・エキスプレスはゴシック・ロックのファンでというギミックで、ギミックに基づいて黒服、黒髪、黒いネイルのゴスの格好でマネージャーにゴッデス・アテネをマネージャーに加えて活動していた。
ナチュラルズは2003年後半にTNAに参戦、アメリカス・モースト・ウォンテッドとの長い抗争を開始する。2004年7月にアメリカス・モースト・ウォンテッドを破りNWA世界タッグチーム王座を獲得している。ナチュラルズはトリプルXを相手に防衛に成功するが、2004年9月に互いのパートナーが怪我で負傷離脱したアメリカス・モースト・ウォンテッドのクリス・ハリスとトリプルXのエリックス・スキッパーの即席タッグにタイトルを奪われてしまう。2005年にクリス・キャンディードと合流、ナチュラルズにマネージャーに加え、4月にアメリカス・モースト・ウォンテッドからNWA世界タッグ王座を奪うがキャンディードが急死してしまう。6月のSlammiversaryでチーム・カナダからタイトルを防衛するが9月のアメリカス・モースト・ウォンテッドとの防衛戦でジェフ・ジャレットとゲイル・キムの介入に合いタイトルを失っている。10月の試合中に首の怪我をしてしまい、後に検査をするとC5、C6の頸椎の剥離骨折とC4のヘルニアを発症してしまったが手術せずに11月のGenesisでダグラス、ランス・ホイットと組み、ダイヤモンズ・イン・ザ・ラフと対戦している。
2006年4月にパートナーのダグラスがスコット・スタイナーの技で負傷欠場するとシングルで活動するようになるがサモア・ジョー、アビスやPPVで数々の選手と戦うが一度も勝利をしていない。6月にナチュラルズはシェーン・ダグラスと合流、マネージャーに加えている。7月のVictory Roadでコスチュームを新調、ニューリー・フランチャイルズ・ナチュラルズ（The Newly Franchised Naturals′）を名乗るようになり、ダイヤモンズ・イン・ザ・ラフを破っている。8月にはクリス・ハリス、フランキー・カザリアン、B.G.ジェイムスを破りタッグチーム王座への挑戦権を獲得した。9月のNo Surrenderでタッグ・チーム・ロイヤルランブルで優勝している。10月のBound for Gloryでアメリカス・モースト・ウォンテッド、チーム3D、ジェームズ・ギャングの4wayマッチに参加するが負けてしまっている。PPV後はナチュラルズはチーム3Dとのテーブル・マッチを気に抗争を開始して人気を上げようとするが2回目のテーブル・マッチでシェーン・ダグラスに裏切られ負けている。その後大した活躍もなくナチュラルズは5月に解雇されている。
2007年9月にナチュラルズはWWEのWWE　RAWのトライアウトを受ける予定だったがキャンセルしている。WWEから離れるとショータイム・オールスター・レスリング（Showtime All-Star Wrestling）、ユナイテッド・ステイツ・レスリング・オーガナイゼーション（United States Wrestling Organization）、ユナイテッド・レスリング・アソシエーション（United Wrestling Association）といった南東のインディー団体でアンディ・ダグラスと共にナチュラルズとして活動するようになる。2008年3月になるとWWEのSmackdown!でダグラスとルーク・ハックスと組んでビッグ・ショーとスカッシュ・マッチをしている。9月にはECWでジャック・スワガーとマイク・ノックスと試合をしている。08年も後半に入るとダグラスがスティーブンスを攻撃してナチュラルズは解散して抗争へと移っている。2010年にダグラスが引退するまで抗争を続け、ダグラスとの抗争最終試合はSAWインターナショナル・ヘビー級王座王者のキッド・キャッシュに勝利して王座を獲得してからダグラスとの抗争最終試合に挑んでいる。10月にSAWインターナショナル・ヘビー級王座をフィル・シャッターに奪われている。2012年3月にRAWに登場してトライアウトを受けている。9月にマット・ハーディーと対戦して勝利している。11月にクロスファイアー・レスリング（Crossfire Wrestling）でキャシディー・ライリーとホット・ショッツ（The Hot Shots）を再結成してデビッド・ヤングとシグモンのダイアモンズ・イン・ザ・ラフと対戦して勝利している。
2013年3月にTNAのバトルロイヤルに参加したがマット・モーガンに排除されている。翌日にTNA One Night Only PPVであるTNA Tag Team Tournamentにてライリーとのホット・ショッツでウェス・ブリスコとギャレット・ビショフのエイシズ・アンド・エイツ（Aces & Eights）と対戦するが敗れている。

## 得意技
デスバレードライバー
フィニッシャー
シューティングスター・プレス
フィニッシャー
- ハンマーロック式DDT
- ダイビング・クローズライン
- ムーンサルトプレス

### 合体技
- カンディズ・ウェイ

シットダウン・パワーボムで持ち上げた相手にミサイル・キックを見舞うコンビネーション。
- ナチュラル・ディザスター

ダグラスがフラップジャックで持ち上げた相手にスティーブンスが顎砕きを決めるコンビネーション
- ナチュラル・ハイ

ダグラスがスティーブンスの膝にブルドッギング・ヘッドロックを決める
- ダブル・ジャンピング・ショルダー・アタック
- スティーブンスが相手をファイヤーマンズキャリーで持ち上げたところにダグラスがハイ・ニーを決める

## 獲得タイトル
APWA（American Pro Wrestling Alliance）
- APWA世界タッグチーム王座 :1回（w/ボビー・シールズ、クリスチャン・ヨーク、ジョック・サムソン、ストロー）

BBW（Big Bad Wrestling）
- BBW王座 :1回
- BBWタッグチーム王座 :1回

BPW（Birchfield Promotions）
- BPWタッグチーム王座 :1回（w/アンディ・ダグラス）

BZW（Battle Zone Wrestling）
- BZWタッグチーム王座 :1回

CCW（Coliseum Championship Wrestling）
- CCW 24/7王座 :1回
- CCWタッグチーム王座 :1回

GCW（Great Championship Wrestling）
- GCWタッグチーム王座 :1回（w/アンディ・ダグラス）

HWF（Hardcore Wrestling Federation）
- HWFクルーザー級王座 :1回

IWA（International Wrestling Association）
- IWA世界タッグチーム王座 :1回（w/アンディ・ダグラス）

NWA Florida
- NWA南部ヘビー級王座 :1回

Omni Pro Wrestling
- Omni Proミッド・サウス王座 :1回

SAW（Showtime All-Star Wrestling）
- SAWインターナショナル・ヘビー級王座 :1回

TLW（Totally Lethal Wrestling）
- TLWヘビー級王座 :1回

TNA（Total Nonstop Action Wrestling）
- NWA世界タッグチーム王座 :1回（w/アンディ・ダグラス）

TSIWA
- TSIWAクルーザー級王座 :1回
- TSIWAタッグチーム王座 :1回

UCW（Ultimate Championship Wrestling）
- UCW南部・ヘビー級王座 :1回

USACW（USA Championship Wrestling）
- USACWヘビー級王座 :1回
- USACWタッグチーム王座 :1回（w/アンディ・ダグラス）

UWA（United Wrestling Association）
- UWAヘビー級王座 :1回

USWO（United States Wrestling Organization）
- USWOヘビー級王座 :3回